# 奧地利的腓特烈 (泰申公爵)
腓特烈·馬利亞·阿尔布雷希特·威廉·卡尔（德語：Friedrich Maria Albrecht Wilhelm Karl，1856年6月4日—1936年12月30日），奥地利陆军元帅和德國元帥，奧地利哈布斯堡王朝成员，一战时期奧匈帝国陆军最高指挥官。
腓特烈是奥地利大公卡爾·斐迪南之子。1895年伯父泰申公爵阿尔布雷希特大公去世，他和他的兄弟继承了其遗产和爵位。1914年7月11日腓特烈被皇帝弗朗茨·约瑟夫一世任命为奥匈军队最高统帅，12月8日他被晋升为元帅，1917年2月最高统帅由卡爾一世皇帝兼任。

## 家庭
1878年，腓特烈與庫伊的伊莎貝拉結婚，兩人共有1子4女：
1. 瑪麗亞·克里斯蒂娜（英语：Archduchess Maria Christina of Austria (1879–1962)）（1879年—1962年）
2. 瑪麗亞·安娜（1882年—1940年）
3. 瑪麗亞·亨麗埃特（英语：Archduchess Maria Henrietta of Austria）（1883年—1956年）
4. 伊莎貝拉（英语：Archduchess Isabella of Austria）（1888年—1973年）
5. 阿爾布雷希特·法蘭茲（英语：Archduke Albrecht Franz, Duke of Teschen）（1897年—1955年）